# Józef Różański (1931–2022)
Józef Andrzej Różański (ur. 28 listopada 1931 w Nowym Targu, zm. 16 marca 2022 tamże) – polski nauczyciel, trener i działacz społeczny, pszczelarz, poseł na Sejm PRL VII i VIII kadencji (1976–1985).

## Życiorys
Syn Franciszka i Anny. W 1958 uzyskał stopień magistra Wyższej Szkoły Wychowania Fizycznego w Krakowie. Od początku lat 50. pracował w charakterze trenera klubów Podhale i Gorce, później był nauczycielem i wicedyrektorem Szkoły Podstawowej nr 1 w Nowym Targu. Od 1966 do 1969 pełnił obowiązki dyrektora Państwowego Domu Dziecka, od 1974 był dyrektorem Specjalnego Zakładu Wychowawczego w Nowym Targu. Wieloletni działacz Ochotniczej Straży Pożarnej i ratownictwa górskiego. Od 1978 do 1986 prezes Aeroklubu Tatrzańskiego w Nowym Targu.
Od lat 60. radny Miejskiej Rady Narodowej w Nowym Targu, w latach 1970–1973 sprawował funkcję przewodniczącego prezydium. W 1963 wstąpił do Stronnictwa Demokratycznego. W 1976 uzyskał mandat posła na Sejm PRL VII kadencji w okręgu Nowy Sącz. Zasiadał w Komisji Zdrowia i Kultury Fizycznej. W 1980 ponownie znalazł się w Sejmie (reprezentując ten sam okręg), zasiadając w dwóch komisjach: Oświaty i Wychowania (później: Oświaty, Wychowania, Nauki i Postępu Technicznego) oraz Zdrowia i Kultury Fizycznej (Polityki Społecznej, Zdrowia i Kultury Fizycznej). Także w 1980 stanął na czele Miejskiego Komitetu SD w Nowym Targu, a w 1981 został wiceprzewodniczącym Wojewódzkiego Komitetu tej partii w Nowym Sączu. Po odejściu z działalności politycznej stanął na czele Związku Podhalan w Nowym Targu (1986–1990). 
Zajmował się pszczelarstwem (przez długi okres pełnił funkcję prezesa Podhalańskiego Koła Pszczelarzy), prowadził pasiekę „Pod Lasem” w Spytkowicach, gdzie stworzył skansen pszczelarski i galerię św. Ambrożego. W 2006 był laureatem Konkursu Pasiek. Zmarł 16 marca 2022.

## Odznaczenia
Odznaczony m.in. Krzyżem Kawalerskim i Oficerskim Orderu Odrodzenia Polski, Złotym i Brązowym Krzyżem Zasługi, Medalem 30-lecia Polski Ludowej, Złotą Odznaką im. Janka Krasickiego oraz Medalem za Szczególne Zasługi dla Nowego Targu.